# 大枣园牌坊
大枣园牌坊，位于山东省青岛市李沧区湘潭路街道。是入中华人民共和国山东省省级文物保护单位之一。
2013年，列入第四批山东省文物保护单位，该文物保护单位是一座古建筑。